# 蒙塔尔德奥
蒙塔尔德奥（義大利語：Montaldeo），是意大利亚历山德里亚省的一个市镇。总面积5.19平方公里，人口290人，人口密度55.9人/平方公里（2009年）。ISTAT代码为006103。